# Resolutie 1123 Veiligheidsraad Verenigde Naties
Resolutie 1123 van de Veiligheidsraad van de Verenigde Naties werd unaniem door de VN-Veiligheidsraad aangenomen op 30 juli 1997. De resolutie richtte de UNTMIH-overgangsmissie in Haïti op.

## Achtergrond
Na decennia onder dictatoriaal bewind won Jean-Bertrand Aristide in december 1990 de verkiezingen in Haïti. In september 1991 werd hij met een staatsgreep verdreven. Nieuwe verkiezingen werden door de internationale gemeenschap afgeblokt waarna het land in de chaos verzonk. Na Amerikaanse bemiddeling werd Aristide in 1994 in functie hersteld.

## Inhoud

### Waarnemingen
De UNSMIH-missie had meegewerkt aan de professionalisering van de Haïtiaanse politie en het behoud van een veilige en stabiele omgeving. Die was na resolutie 1086 nog eenmaal verlengd, en liep nu, op 31 juli, af.

### Handelingen
Het belang van een goed functionerende politie en justitie in Haïti werd benadrukt. Op vraag van de president van dat land werd de VN-Overgangsmissie in Haïti (UNTMIH) opgericht, met een eenmalig mandaat
van vier maanden, tot 30 november, om Haïti verder bij te staan in de professionalisering van haar politie. De missie zou bestaan uit 250 agenten en met 50 militairen die voor hun veiligheid instaan. Als laatste werd de
secretaris-generaal Kofi Annan gevraagd tegen 30 november te rapporteren over de uitvoering van deze resolutie en toekomstige internationale steun aan Haïti.

## Verwante resoluties
- Resolutie 1085 Veiligheidsraad Verenigde Naties (1996)
- Resolutie 1086 Veiligheidsraad Verenigde Naties (1996)
- Resolutie 1141 Veiligheidsraad Verenigde Naties
- Resolutie 1212 Veiligheidsraad Verenigde Naties (1998)

Lijst ·  1093 ·  1094 ·  1095 ·  1096 ·  1097 ·  1098 ·  1099 ·  1100 ·  1101 ·  1102 ·  1103 ·  1104 ·  1105 ·  1106 ·  1107 ·  1108 ·  1109 ·  1110 ·  1111 ·  1112 ·  1113 ·  1114 ·  1115 ·  1116 ·  1117 ·  1118 ·  1119 ·  1120 ·  1121 ·  1122 ·  1123 ·  1124 ·  1125 ·  1126 ·  1127 ·  1128 ·  1129 ·  1130 ·  1131 ·  1132 ·  1133 ·  1134 ·  1135 ·  1136 ·  1137 ·  1138 ·  1139 ·  1140 ·  1141 ·  1142 ·  1143 ·  1144 ·  1145 ·  1146